# Festival international du film fantastique d'Avoriaz 1984
Le Festival international du film fantastique d'Avoriaz 1984 est le 12e Festival international du film fantastique d'Avoriaz.

## Jury
- John Frankenheimer (président)
- Mario Adorf
- Eduardo Arroyo
- Jacqueline Bisset
- Régine Deforges
- Roger Hanin
- Jean-Pierre Marielle
- Marie-France Pisier
- Henri Salvador
- Pierre Schoendoerffer
- Jean-Charles Tacchella
- Terence Young
- Andrzej Żuławski

## Sélection

### Compétition
- L'Ascenseur (De Lift) de Dick Maas ( Pays-Bas)
- Les bêtes féroces attaquent (Wild Beasts - Belve Feroci) de Franco E. Prosperi ( Italie)
- Brainstorm de Douglas Trumbull ( États-Unis)
- Christine de John Carpenter ( États-Unis)
- Clash de Raphaël Delpard ( France/  Yougoslavie)
- Dead Zone (The Dead Zone) de David Cronenberg ( États-Unis)
- Le Dernier testament (Testament) de Lynne Littman ( États-Unis)
- Les envahisseurs sont parmi nous (Strange Invaders) de Michael Laughlin ( États-Unis)
- La Foire des ténèbres (Something Wicked This Way Comes) de Jack Clayton ( États-Unis)
- Krull de Peter Yates ( Royaume-Uni /  États-Unis)
- Le Quatrième Homme (De Vierde man) de Paul Verhoeven ( Pays-Bas)
- The Return of Captain Invincible de Philippe Mora ( Australie)
- Spasmes (Spasms) de William Fruet ( Canada)
- Timerider, le cavalier du temps perdu (Timerider : The Adventure of Lyle Swann) de William Dear ( États-Unis)
- Trauma de Gabi Kubach ( Allemagne de l'Ouest)

### Hors compétition
- Dementia de John Parker ( États-Unis)
- Ninja Wars (Iga Ninpôchô) de Kōsei Saitō ( Japon)
- Le Jour d'après (The Day After) de Nicholas Meyer ( États-Unis)
- La Quatrième dimension (Twilight Zone : The Movie) de John Landis, Steven Spielberg, Joe Dante et George Miller ( États-Unis)

## Palmarès
- Grand prix : L'Ascenseur (De Lift) de Dick Maas
- Prix spécial du jury : Le Quatrième Homme (De Vierde man) de Paul Verhoeven
- Prix du suspense Hitchcock : Dead Zone de David Cronenberg
- Prix de la critique : Dead Zone de David Cronenberg
- Antenne d'or : Dead Zone de David Cronenberg